# Condado de Breu

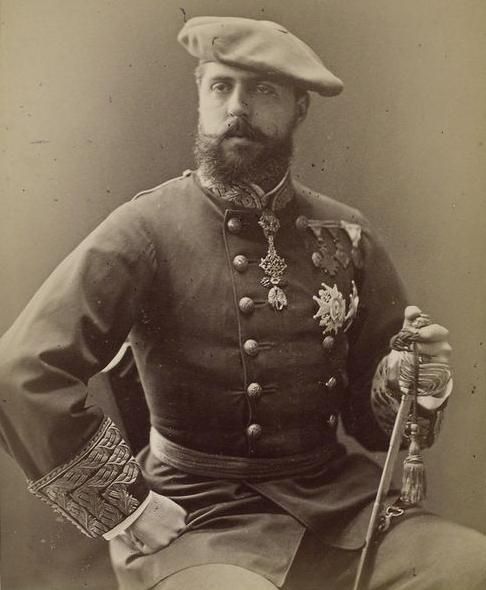
Carlos María de Borbón, pretendiente carlista al Trono de España como Carlos VII.

El condado de Breu es el título de incógnito que adoptó Carlos María de Borbón, pretendiente carlista al Trono de España, durante el viaje que realizó a Hispanoamérica en 1887.
Carlos María de Borbón iniciaría en marzo de 1887 un viaje por varios países hispanoamericanos, a los que llegó como «conde de Breu». Aunque sería recibido por varios políticos y algunos de sus partidarios, la repercusión de este viaje fue bastante limitada.